# Timm Herzbruch
Timm Herzbruch est un joueur allemand de hockey sur gazon né le 7 juin 1997 à Essen. Il a remporté avec l'équipe d'Allemagne la médaille de bronze du tournoi masculin aux Jeux olympiques d'été de 2016 à Rio de Janeiro.

## Palmarès
- Jeux olympiques d'été de 2016 à Rio de Janeiro
  -  Médaille de bronze.